# Ciubăncuța, Cluj
Ciubăncuța (în maghiară Felsőcsobanka) este un sat în comuna Recea-Cristur din județul Cluj, Transilvania, România.

## Note

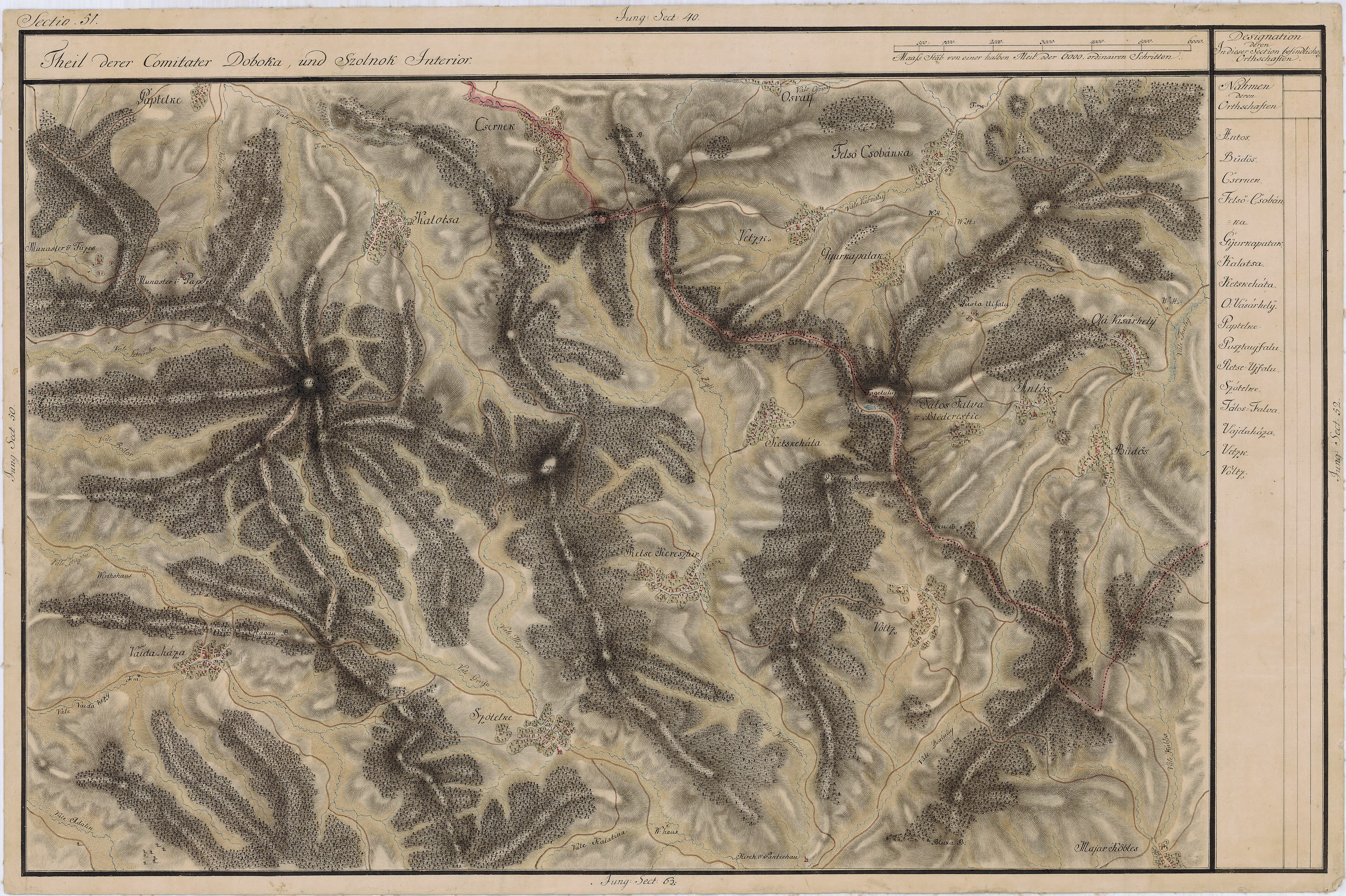
Ciubăncuţa în Harta Iosefină a Transilvaniei, 1769-73

## Lăcașuri de cult
- Biserica de lemn din Ciubăncuța.

## Galerie de imagini

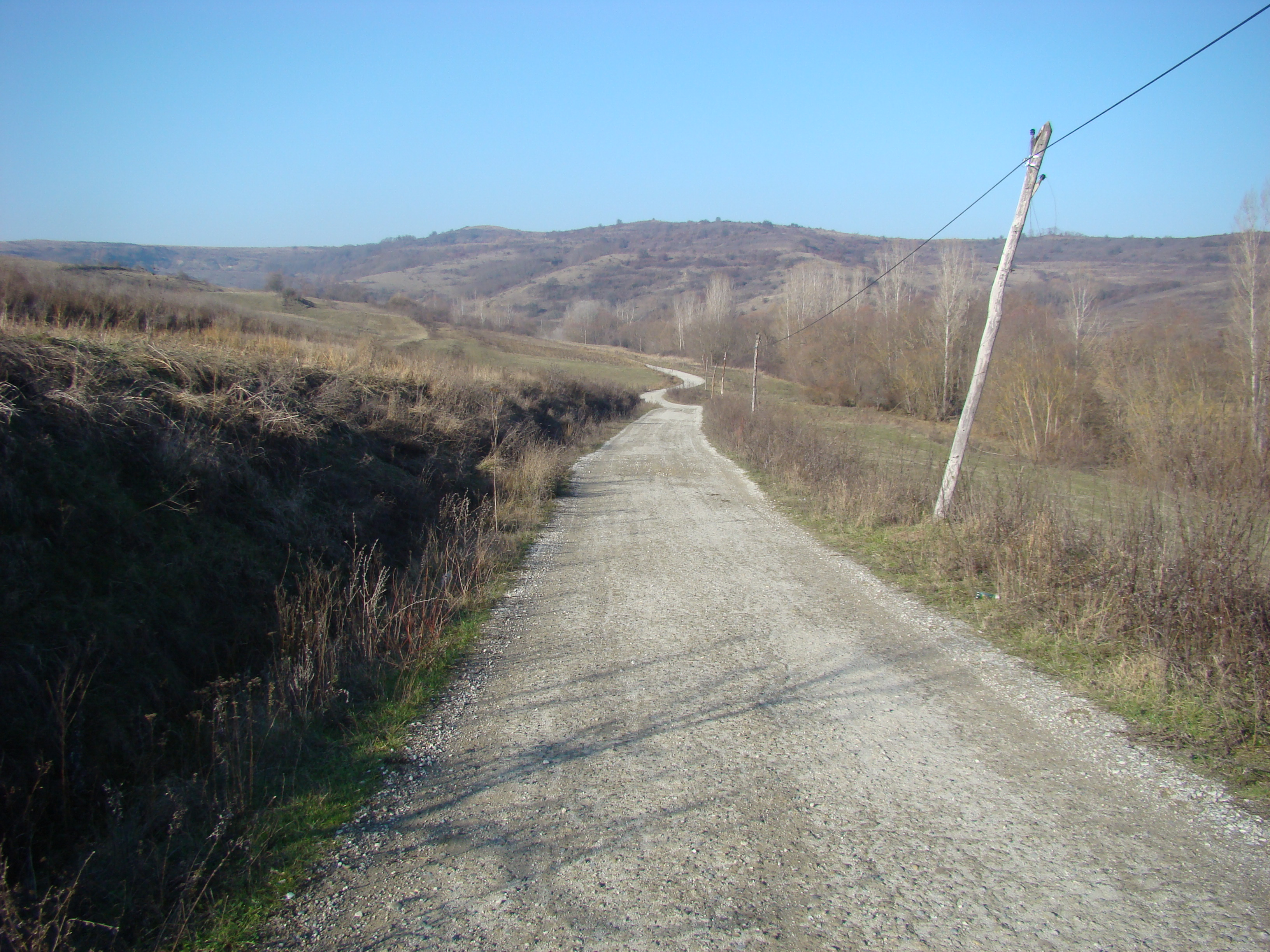
Drumul Osoi-Ciubăncuța
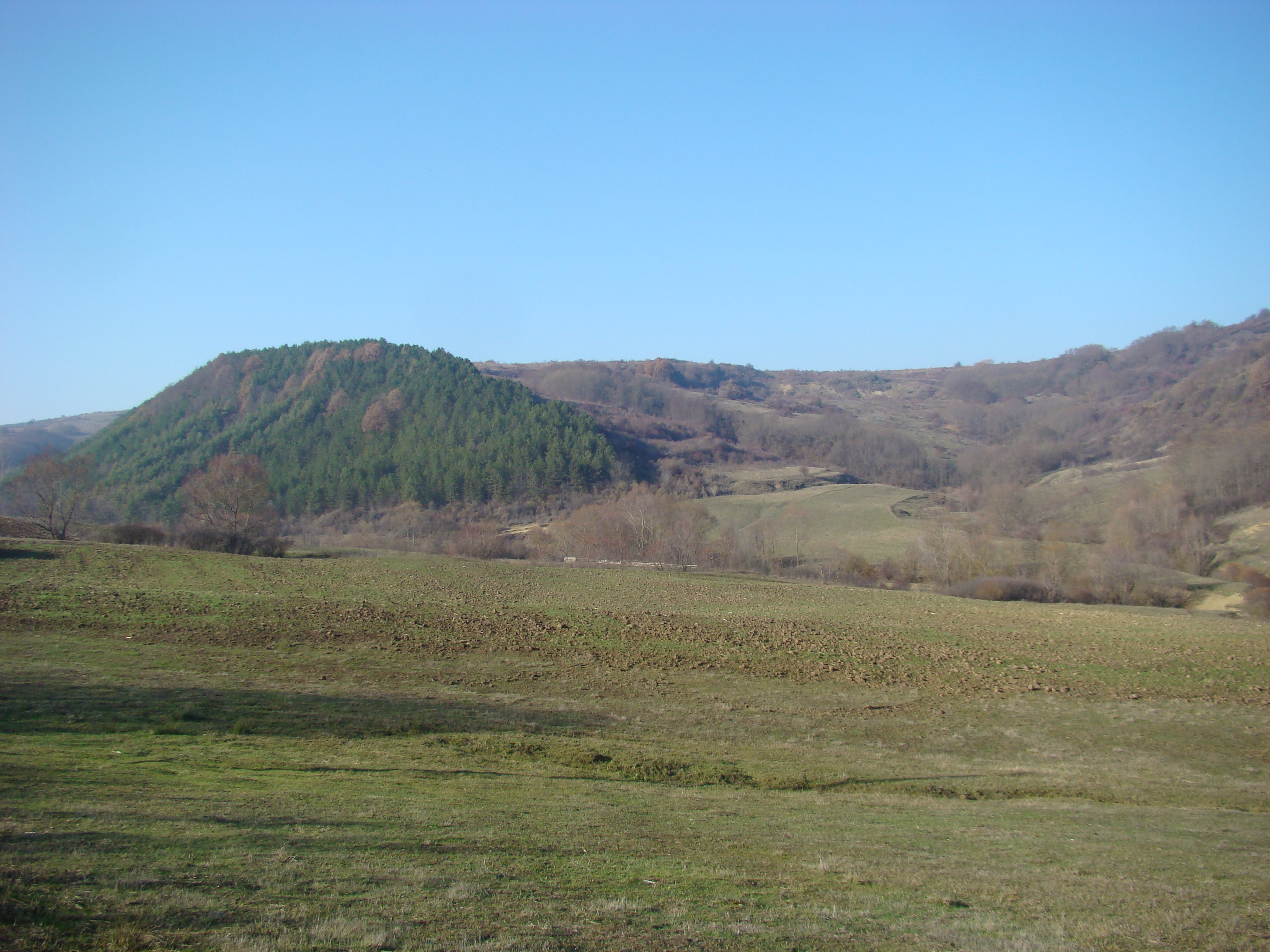
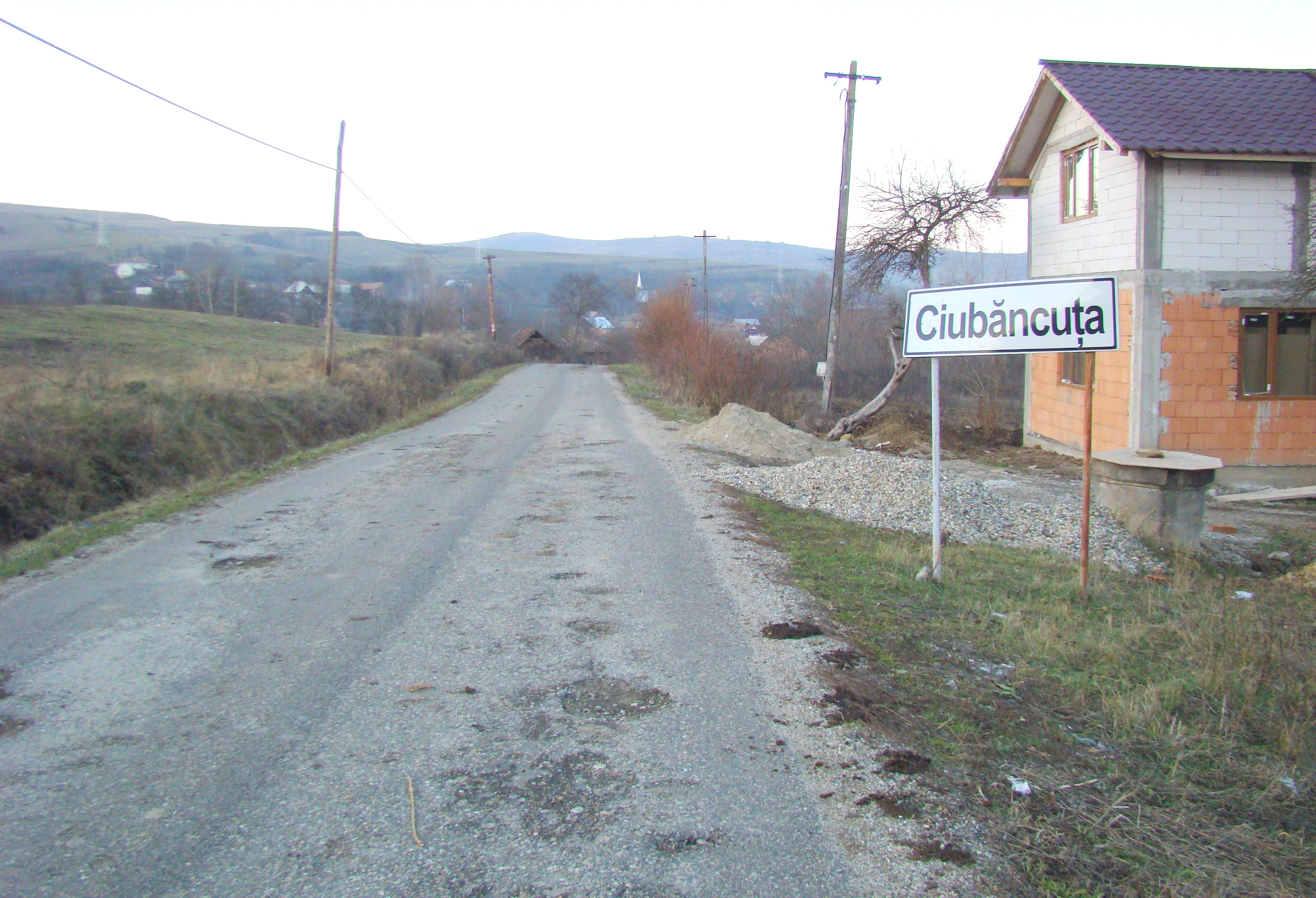
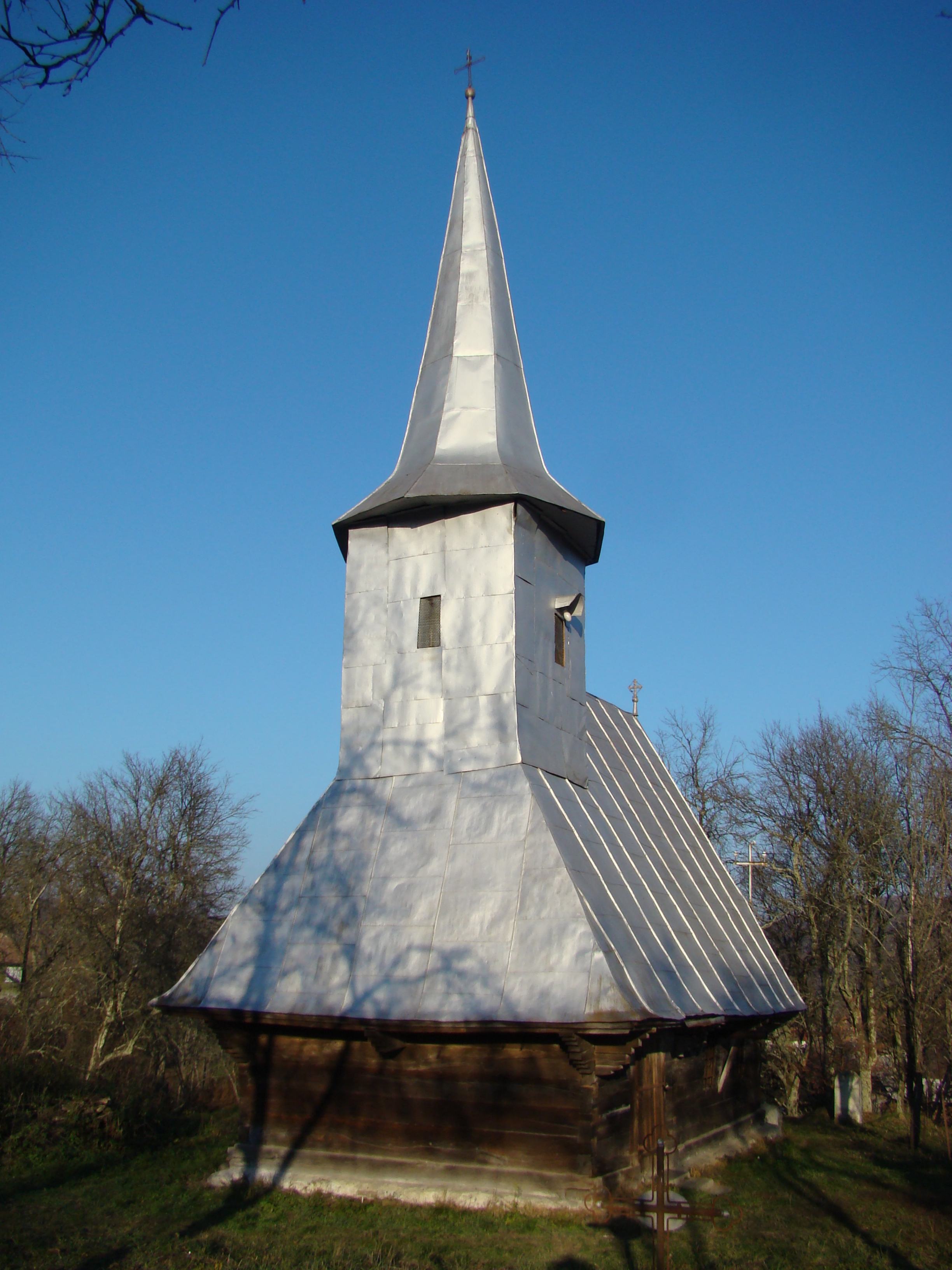
Biserica de lemn din Ciubăncuța
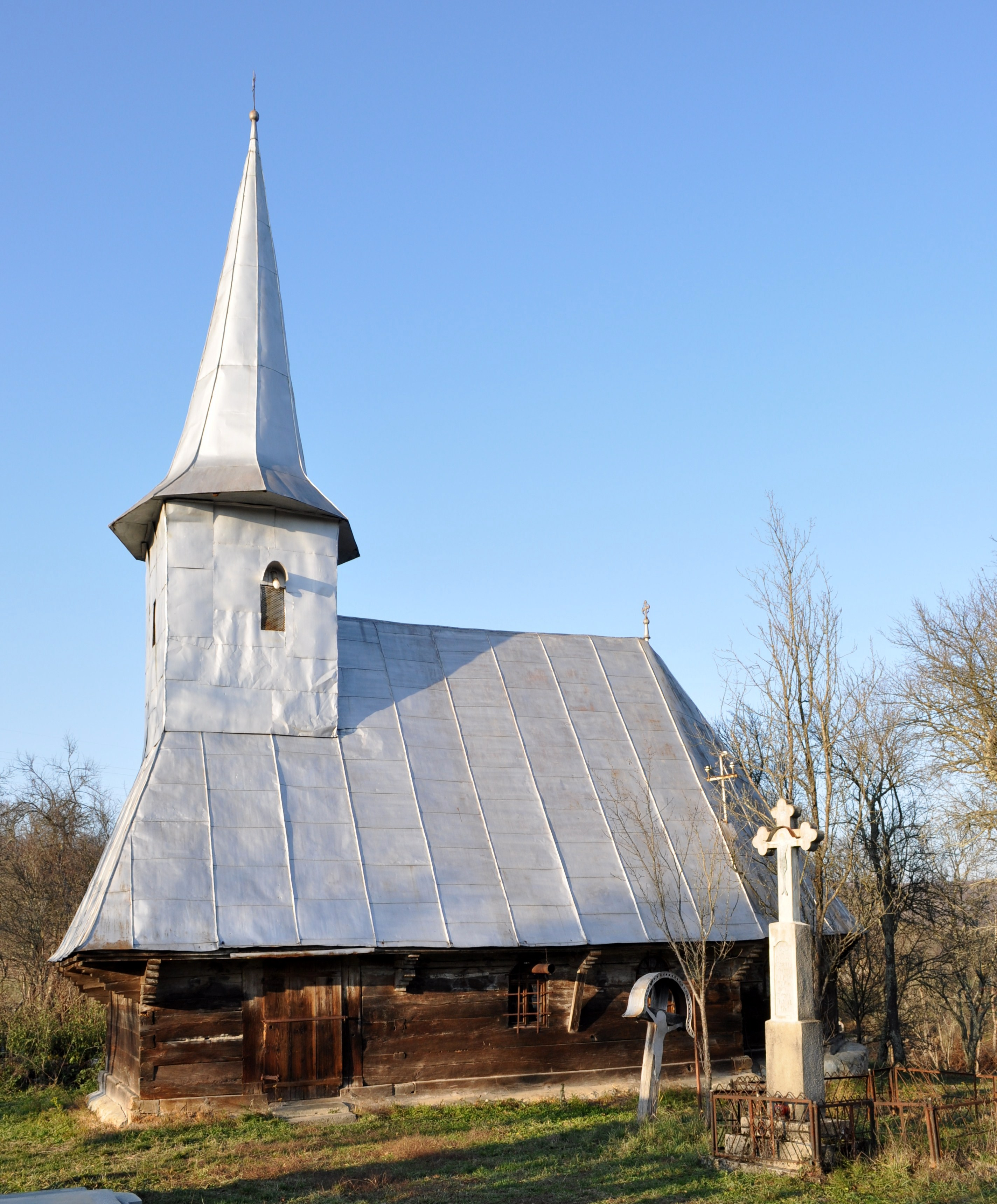
Biserica de lemn din Ciubăncuța
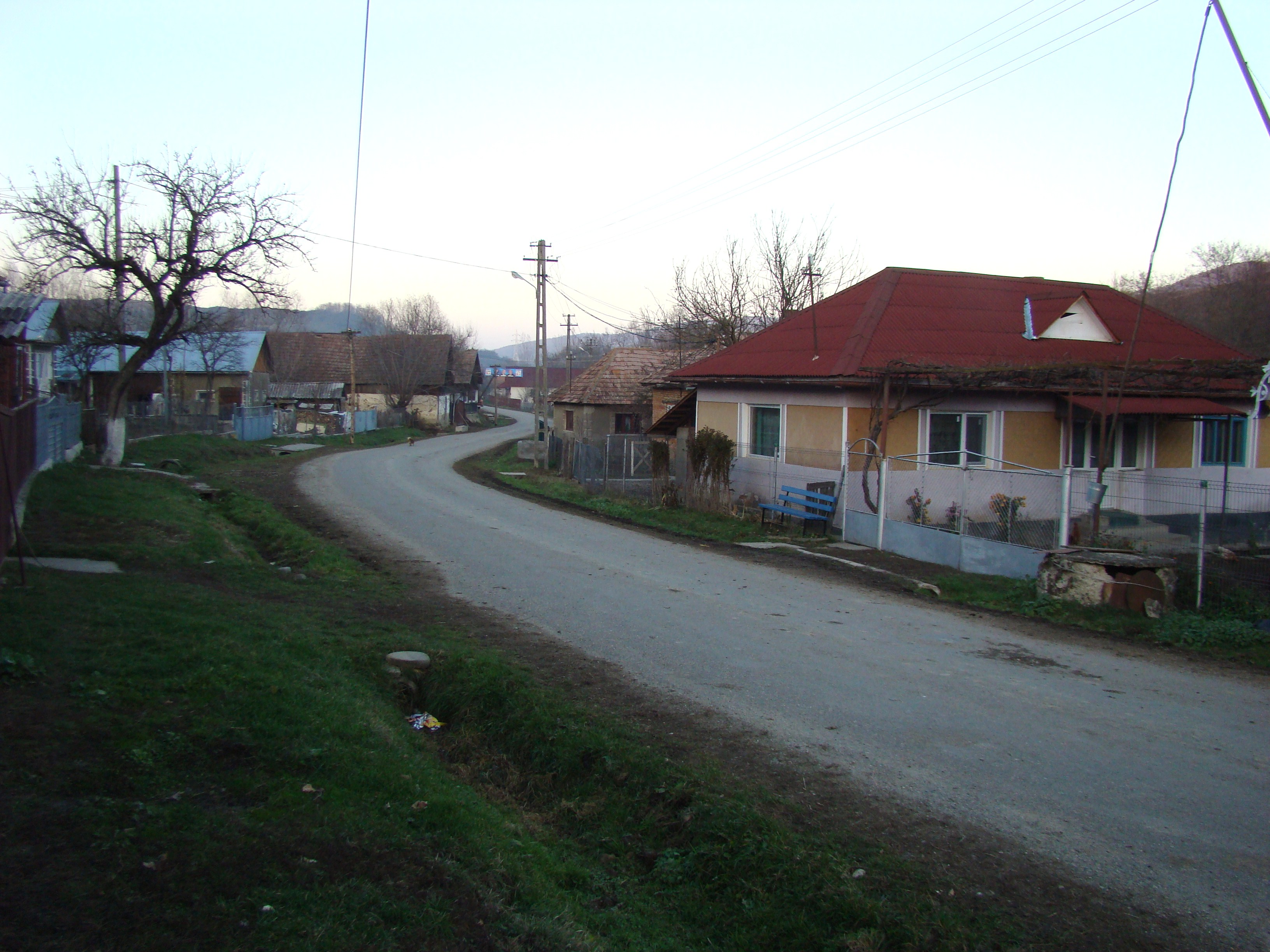